# Трихостронгілоїдоз
Трихостронгілоїдоз (англ. Trichostrongyloidosis) — хронічний гельмінтоз з групи нематодозів, що виявляється переважним ураженням тонкої кишки, у тяжких випадках гіпохромною анемією.

## Етіологія
Хворобу спричинюють деякі види гельмінтів з роду Trichostrongylus (Trichostrongylus colubriformis, Т. axei, T. orientalis, T. probolurus, T. vitrinus, T. skrjabini, Ostertagia ostertagi, O. circumcincta, Haemonchus contortus, Mecistocirrus
digitatus). Трихостронгіліди — дрібні ниткоподібні нематоди близько 0,5 см завдовжки. Ротова капсула відсутня. Рот оточений у деяких видів трьома губами, переходить у стравохід і кишківник, який закінчується анусом у самиць або клоакою у самців. Самці мають добре розвинену статеву бурсу з великими латеральними лопатями; дорсальная лопать завжди невелика, а іноді відсутній. Є дві спікули і рульки. Види трихостронгілід розрізняються за будовою бурси, спикул і рулек у самців. Самиця має парний статевої апарат; вульва розташована в задній половині тіла.
Трихостронгіліди у людини паразитують у тонкій кишці, переважно в дванадцятипалому відділі, проникаючи своїми головками в поверхневі шари слизової оболонки.
Належать до геогельмінтів. Самиці виділяють сегментовані яйця, що містять 8-24 шари дроблення (бластомера), які з фекаліями потрапляють у довкілля. Розвиток яєць у довкіллі триває різні терміни залежно від виду гельмінта, а також від температури, вологості, доступу кисню та інших умов середовища. При сприятливих умовах в яйцях упродовж 1-3 діб розвивається рабдитовидна личинка, яка вилуплюється з яйця. Це личинка першої стадії. Надалі личинка двічі линяє і перетворюється в філярієподібну личинку, забезпечену чехликом, яка через короткий термін стає інвазивною. Проковтнута хазяїном інвазивна личинка потрапляє в тонку кишку, де, не здійснюючи міграції, проробляє ще дві линьки і приблизно через 3 тижні після зараження розвивається в статевозрілого паразита.
Яйця трихостронгілід стійкі до хімічних засобів. Вони добре розвиваються у воді, але погано переносять висихання і швидко гинуть. У безкисневому середовищі розвиток яєць припиняється і відновлюється при доступу кисню. Личинки також чутливі до висихання, до дії дуже високих чи низьких температур, інтенсивної інсоляції. Личинки здатні здійснювати вертикальну міграцію по вологій траві. За спостереженнями личинки мігрують по рослинах вгору до 60 см, фіксуючи за допомогою водяної плівки. Горизонтальна міграція можлива до 30 см. Феномен вертикальної міграції по рослинах є біологічним пристосуванням, що забезпечує виживання личинок і їх зустріч з хазяями — травоїдними, які ковтають личинки з травою.

## Епідеміологічні особливості
Облігатними хазяями трихостронгілід є багато травоїдних тварин, головним чином велика і дрібна рогата худоба, в травному тракті яких паразитують трихостронгіліди і які забруднюють інвазійним матеріалом пасовища, стійла тощо. У поширенні трихостронгілоїдозу людина не грає ролі.
Зараження людей можливе при вживанні в їжу сирих немитих овочів. Личинки можуть потрапити в рот із забруднених рук після земляних робіт, догляду за тваринами. Дорослі та особливо діти, які мають звичку брати в рот зірвані на пасовищах рослини, наражаються на небезпеку заковтування личинок трихостронгілід.
Трихостронгілоїдоз поширений досить широко в Північній Америці, Азії, Африці, Європі та інших регіонах.

## Патогенез
Як правило, у людини, що є факультативним хазяїном цих гельмінтів, відзначається слабка інтенсивність інвазії, з чим пов'язана в більшості випадків безсимптомний клінічний перебіг. Разом з тим в окремих випадках є свідчення про розвиток анемії і симптомів з боку шлунково-кишкового тракту та нервової системи. Патологоанатомічні зміни у людини не вивчені. У тварин описані безсумнівні різко виражені патологоанатомічні зміни в травних органах. У досвіді самозараження після проковтування 80 личинок Т. colubriformis дослідник спостерігав виділення в невеликій кількості яєць протягом 8,5 років, що вказує на можливість тривалого перебігу цієї інвазії.

## Клінічні ознаки
Хворі зазвичай скаржаться на зниження апетиту, нудоту, відрижку, біль у животі, переважно у правому підребер'ї, часто закреп, головний біль, загальну слабкість і дратівливість. Прогноз сприятливий, ускладнення рідкісні.

## Діагностика
У клінічно симптомних випадках виявляється лейкоцитоз і еозинофілія. Діагноз ґрунтується на виявленні яєць звичайними методами копрологічного аналізу для виявлення. Яйця трихостронгілід мають тонку, прозору і безбарвну оболонку. Форма яєць дуже характерна — з одним злегка загостреним і іншим тупішим кінцем. У свіжовиділених фекаліях вони містять від 8-16 до 30 куль дроблення (бластомерів). При стоянні в теплі в лабораторних умовах можна спостерігати і подальші стадії дроблення яйця, аж до утворення рухомої личинки. Яйця трохи схожі на яйця анкілостомід, проте останні менше розміром, з тупо закругленими полюсами; всередині свіжовиділених яєць лише 4 бластомера. У неясних випадках морфологія яєць допомагає диференціювати трихостронгілоїдоз і анкілостомідоз. Яйця трихостронгілід можна виявити і в дуоденальному вмісті.
Диспепсичні розлади, підвищений вміст еозинофілів у крові за наявності в господарстві кіз, овець змушують подумати про трихостронгілоїдоз, особливо якщо це дитина, і зробити копрологічне обстеження.

## Лікування
Як і при інших нематодозах у лікуванні застосовуються мебендазол чи альбендазол. Контрольний аналіз калу роблять не раніше 2—3 тижнів після лікування. Повторне лікування в разі потреби можна проводити через 1—2 місяці.

## Профілактика
Дотримання заходів особистої гігієни, миття рук, особливо після земляних робіт, догляду за тваринами, боротьба зі звичкою смоктати траву оберігають від інвазії трихостронгілідами. Оздоровлення основних носіїв трихостронгілід серед великої і дрібної рогатої худоби, санітарна охорона довкілля, особливо місць перебування тварин (пасовища, стійла), є основними умовами в боротьбі з цією інвазією.